# U-3035
U-3035 – niemiecki okręt podwodny (U-Boot) typu XXI z okresu II wojny światowej. Okręt wszedł do służby w 1945 roku; po wojnie przejęty przez Wielką Brytanię, później przekazany Związkowi Radzieckiemu.
Jeden z 8 okrętów tego typu, które przetrwały wojnę.
Zamówienie na budowę okrętu zostało złożone w stoczni AG Weser w Bremie. Rozpoczęcie budowy okrętu miało miejsce 11 listopada 1944. Wodowanie nastąpiło 24 stycznia 1945, wejście do służby 1 marca 1945. Jedynym dowódcą był Oblt. Ernst-August Gerke.
Okręt odbywał szkolenie w 4. Flotylli. Nie odbył żadnego patrolu bojowego, nie zatopił żadnej jednostki przeciwnika.
Poddany w Horten (Norwegia) w maju 1945, przebazowany 1 czerwca 1945 z Stavanger do Loch Ryan (Szkocja). Włączony do floty brytyjskiej jako N 28. W lutym 1946 przekazany ZSRR, służył do grudnia 1955 jako B-29. Złomowany w 1958 roku.